# Janda Vilmos
Janda Vilmos (Újpest, 1903. február 8. – schörzingeni koncentrációs tábor, 1944. december 29.) géplakatos, városi képviselő, természetjáró.

## Életútja
Janda János asztalossegéd és Kupreč Erzsébet fiaként született. Fiatalkorában kapcsolódott be a munkásmozgalomba, 16 évesen már az újpesti ifjúmunkások vezetője volt. A Tanácsköztársaság alatt a Vörös Hadsereg katonája volt. Munkásmozgalmi, kulturális és természetjáró tevékenységet fejtett ki, emiatt bebörtönözték. Szabadulását követően a Vasas Szakszervezet Újpesti Szervező Bizottsága tagjaként működött. 1936-ban megválasztották a városi képviselő-testület tagjául a Szociáldemokrata Párt képviseletében. A Természetbarátok Turista Egyesülete Újpesti Csoportjának alelnöki tisztét is betöltötte. 1944-ben a nyilasok baloldaliságáért Dachauba hurcolták, ahová november 14-én érkezett meg. Tíz nap múlva átszállították a natzweileri, majd a schörzingeni koncentrációs táborba, ahol mártírhalált halt öt hét múlva.

## Emlékezete
- 1945 óta nevét viseli Újpesten, a Megyeri temető közelében húzódó Janda Vilmos utca, valamint a Janda Vilmos köz.
- Szintén róla van elnevezve a Pilisben, Pomáztól egyórányi járásra lévő Janda Vilmos-kulcsosház is, amelyet az Újpesti Természetbarátok Turista Egyesülete működtet.